# Lista doctrinelor Bibliei
Următoarea este o listă incompletă de dogme sau doctrine deduse din Biblie, în mod direct sau indirect.
- Suflet: În Biblie cuvântul suflet traduce termenul ebraic „nefeș” și termenul grecesc „psyche”.

Modul cum sunt utilizați acești termeni în Biblie dovedește că prin suflet se înțelege o ființă umană sau un animal. Exemplu: Geneza 2:7, Geneza 9:5, Corinteni 15:45, Petru 3:20, Iosua 11:11
Sufletul moare și nu este nemuritor, lucru care nu e valabil în teologia catolică și cea ortodoxă, care se bazează pe alte versete biblice care afirmă tocmai contrariul. Exemplu: Ezechiel 18:4, Faptele Apostolilor 3:23. Contraexemplu: Filipeni 1:21-24, Corinteni 5:6-8, Apocalipsa 6:9-11, Apocalipsa 20:4, Iov 26:5-6, Matei 22:31-32, Tesaloniceni 5:10, Isaia 14:9-11, Isaia 14:15-17, Luca 8:54-55, Matei 10:28, Imparati 17:21-22, Samuel 18:1
Sufletul nu este identic cu spiritul. Exemplu: Ecclesiast 12:7, Ecclesiast 3:19, Evrei 4:12
- Căsătorie: Uniunea dintre un bărbat și o femeie, încheiată pentru a trăi împreună ca soț și soție în conformitate cu normele expuse în Biblie, dar sunt acceptați și soți/soții necredincioși/necredincioase (Corinteni 7:12-13). În Vechiul Testament căsătoria este uniunea dintre un bărbat și una sau mai multe femei,[2] cărțile sale reglementând drepturile primei neveste și ale întâilor născuți din căsătoriile poliginice.[3] De asemenea, Vechiul Testament le permite bărbaților să aibă și concubine (adică soții secundare),[4][5] și să întrețină relații sexuale cu femei cu care nu sunt căsătoriți (inclusiv cu prostituate).[6] Conform celor zece porunci, soțiile sunt proprietatea bărbatului lor, căsătoria înseamnă transfer de proprietate (de la tată la soț),[7] iar femeile sunt mai puțin prețioase decât proprietățile imobiliare, fiind menționate în urma lor.[7] Adulterul este încălcarea dreptului de proprietate al unui bărbat.[6]

„Mormonii fundamentaliști care susțin că poligamia are temei biblic au într-un fel dreptate. Dacă urmezi Biblia interpretând-o literal, nu e nimic greșit cu poligamia.”—Michael Coogan, "What the Bible Has to Say About Sex" by Alexandra Silver
Divorț și recăsătorire: Maleahi 2:15-16, Matei 19:8-9, Romani 7:2-3, Corinteni 6:9-11
- Trinitatea nu făcea parte din Biblie, abia între secolele al XIV-lea și al XVI-lea a fost introdus textul apocrif din Ioan 5:7-8 în manuscrisele grecești ale Noului Testament;[9][10][11][12][13][14] dogma Trinității a fost obținută prin speculații teologice, nu prin metoda Sola Scriptura,[11]
- Personalitatea Duhului Sfânt,
- Dumnezeirea lui Isus Hristos, care nu este deloc afirmată de el însuși în trei din cele patru evanghelii canonice,[15][16][17] nu toți creștinii cred că Isus este Dumnezeu, de exemplu Martorii lui Iehova sau anumite mici secte Penticostale,
- Nașterea din fecioară, dar Sfântul Pavel credea că Sfântul Iosif l-a conceput pe Isus,[18] „Iosif «nu a cunoscut-o pe» Maria «până când ea a dat naștere unui fiu»” (ea nu a rămas virgină, conform Sfântului Matei),[19]
- Jertfa de ispășire a lui Isus,
- Învierea trupească a lui Hristos,
- Mântuirea prin har (Romani 9:14-21),
- Mântuirea prin credință (Romani 3:28, 5:1; Galateni 3:24, Efeseni 2:8-9),
- Mântuirea prin fapte (Matei 5:17-19, Marcu 10:17-19, Iacob 2:24-25),
- Mântuirea prin pocăință (Evanghelia după Luca)[20][21], care este doctrina opusă mântuirii prin jertfa lui Isus,[20][21]
- Autoritatea finală a Scripturii (2 Timotei 3:14-16), adică a Pentateuhului sau cel mult a Vechiului Testament, deoarece în momentul respectiv Noul Testament nu constituia Scriptură (de fapt: nu exista[22]), iar autorul epistolei pastorale nu afirma valabilitatea a ceva ce nu exista încă. Abia ereticul Marcion a făcut prima încercare de a stabili un canon al Noului Testament — până la Marcion Noul Testament nu exista drept carte, ci doar ca scrieri separate și nu mereu aceleași;[23] de fapt, chiar Vechiul Testament a fost canonizat pentru evrei în jur de 100 d.Hr.[24] adică fie cu puțin timp înainte de a fi scrisă 2 Timotei, fie ulterior,[25][26][27] de aceea nu putem admite că 2 Timotei s-ar fi referit la Vechiul Testament conform canonului protestant (care coincide cu canonul evreiesc, cu excepția ordinii și împărțirii separate a cărților) sau celui catolic (care are în plus niște scrieri istorice, considerate corecte dar neinspirate divin de către evrei și protestanți), ambele canoane au fost formulate oficial spre mijlocul secolului al XVI-lea.[28] Ortodocșii numesc cărțile deuterocanonice anaginoscomena (cărți bune de citit)[29] sau anagignoskomena.[30]